# Teja romana

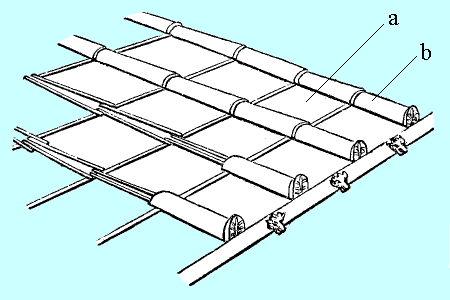
Imbricación de tejas romanas.

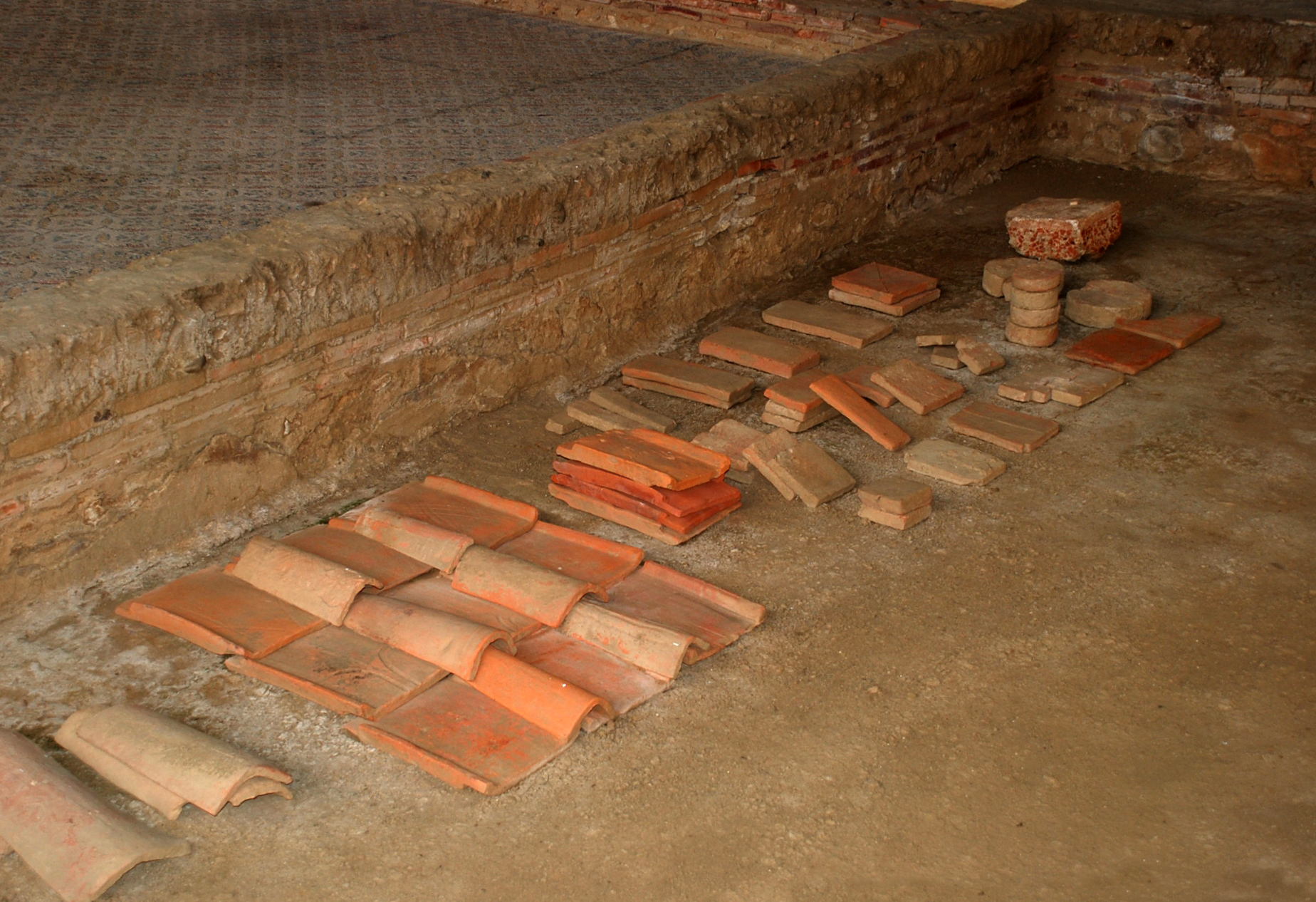
Ejemplos de tejas romanas encontradas en las excavaciones de la villa romana de La Olmeda en Pedrosa de la Vega (Palencia, Castilla y León).

La teja romana es un tipo de teja empleada en la cubiertas de edificios con tejado inclinado. Se caracteriza por su aspecto rectangular y por tener la pieza canal plana, con los bordes laterales levantados y la cobija curva. Se fabricaban de piedra y de cerámica. Las denominadas tejas romanas son una adaptación moderna de la tégula romana (de dos piezas), se diferencia de esta en poseer la canal y la cobija en una misma pieza.